# Protesten in Marokko
De protesten in Marokko waren een reeks van demonstraties in heel Marokko die plaatsvonden van 20 februari 2011 tot het voorjaar van 2012. Ze werden geïnspireerd door andere protesten in de regio. De protesten werden georganiseerd door de 20 februari Jeugdbeweging, een groep die voornamelijk bestaat uit studenten.

## Oorsprong
De oorsprong van de protesten in de vele sociale, economische en politieke kwesties is gedreven door opstanden en revoluties in andere Noord-Afrikaanse landen. De Marokkanen zijn sinds de onafhankelijkheid van Marokko geteisterd met deze kwesties:
- Het gebrek aan burgerlijke vrijheden en rechten
- Hoge graad van analfabetisme
- Een brede kloof tussen arm en rijk
- Corruptie
- Het falen van de gezondheidszorg
- Het ontbreken van legitieme verkiezingen.

## Tijdlijn

### 2011

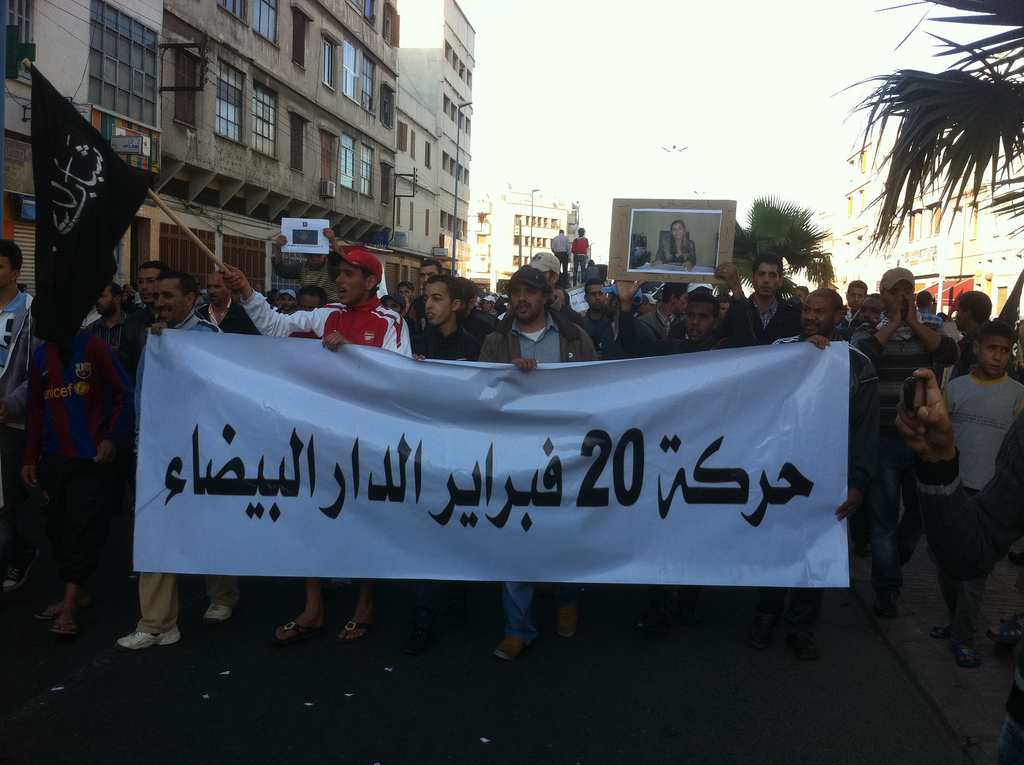
Jonge personen demonstreren voor politieke veranderingen op 9 juni 2011

Op 20 februari 2011 eisten duizenden Marokkanen in de hoofdstad Rabat dat koning Mohammed een deel van zijn bevoegdheden moet afgeven en de grondwet moet veranderen. Zij waren op weg naar het parlementsgebouw. De politie kon hen niet stoppen. Een apart protest was in Casablanca de gang en er werd ook een protest gepland voor Marrakesh. Plunderingen en grote wanorde waren wijdverspreid in Tanger, Marrakesh, Al Hoceima, Chefchaouen, Larache, Ksar-el-Kebir, Fez, Guelmim, Tetouan, en Sefrou.
Duizenden gingen de straat van Rabat, Casablanca, Tanger en Marrakesh op om vreedzaam te protesteren. Ze eisten een nieuwe grondwet, een verandering in de regering en een einde aan de corruptie. Tijdens een mars op de Avenue Hassan II in de hoofdstad Rabat eisten demonstranten een nieuwe grondwet voor meer democratie in het land te brengen. Ze schreeuwden slagzinnen waarin wordt opgeroepen tot economische kansen, hervorming van het onderwijs, een betere gezondheidszorg, en hulp bij het omgaan met de stijgende kosten van levensonderhoud.
De Associated Press schatte de opkomst in Rabat tegen 4000 demonstranten. Het ministerie van Binnenlandse Zaken schatte dat het totale aantal demonstranten ongeveer 37.000 mensen was.
Op 26 februari demonstreerden ongeveer 1.000 mensen in Casablanca. Ze eisten politieke hervormingen. Op 13 maart verzamelden een paar honderd demonstranten zich in Casablanca en eisten hervormingen. De oproerpolitie brak de opstand met wapenstokken en verwondde tientallen demonstranten. De actie werd beschreven als de gewelddadigste interventie sinds het begin van de protesten. Op 20 maart namen naar schatting 35.000 burgers van verschillende achtergronden en belangen deel aan de vreedzame protesten die in meer dan 60 steden over het hele land plaatsvonden. Een aantal eisten meer politieke veranderingen dan die door koning Mohammed aangekondigd waren. Anderen bleven protesteren zodat de geëiste hervormingen tot stand kwamen. De politie greep niet in en er werden geen gewelddaden gemeld.
Op 24 april protesteerden duizenden mensen in heel Marokko en eisten een einde aan de corruptie, een onafhankelijke rechterlijke macht, constitutionele hervormingen, parlementsverkiezingen alsook meer banen voor afgestudeerden. Op 8 mei protesteerden duizenden Marokkanen in Marrakesh om hervormingen te eisen en om zich te uiten tegenover terreur aanslagen, zoals die op 28 april. Op 5 juni kwamen bijna 60.000 demonstranten bijeen in Rabat en Casablanca. Velen hadden een foto van Kamal Amari bij. Kamal Amari was iemand die door brutaal politiegeweld is overleden. De demonstratie escaleerde en de politie ging hard te keer op de demonstranten.
Op 28 juli verzamelden een paar dozijn demonstranten zich voor een rechtbank in Safi, ze eisten dat twee onterecht gearresteerde demonstranten zouden worden vrijgelaten. De protesten hadden zich bijna elke zondag voortgezet. Met duizenden protesteerden ze in steden over Marokko. Op 18 september protesteerden 3000 demonstranten door de straten van Casablanca in de grootste betoging in maanden.

### 2012
Op 27 mei trokken tienduizenden Marokkanen de straten van Casablanca in en protesteerden tegen het falen van de regering om de werkloosheid en andere sociale ellende aan te pakken. Premier Abdelilah Benkirane werd beschuldigd omdat hij de beloofde hervormingen niet doorgevoerd had.
Op 22 juli protesteerden honderden demonstranten in de arbeiderswijk van Sidi Bernoussi in Casablanca. Ze scandeerden tegen het overheidsbeleid, de sociale marginalisering en de corruptie. Ze protesteerden ook gericht naar de Makhzen, de regerende elite rond monarch koning Mohammed VI.
Op 11 augustus scandeerden 1.000 mensen in Casablanca met anticorruptieslagzinnen. Ze riepen op tot de vrijlating van gevangen activisten en riepen een halt toe tegen de stijgende prijzen. 300 mensen verzamelden in de buurt van de belangrijkste boulevard in Rabat en gaven kritiek op premier Abdelilah Benkirane en op koning Mohammed VI. Activisten beschuldigden de regerende partij van Gerechtigheid en Ontwikkeling Partij (PJD) voor de sterke stijging van de brandstofprijzen. Benzine steeg in juni 2012 met 20 %. Zij beschuldigden ook de gematigde islamitische partij omdat zij hadden beloofd sociale problemen aan te pakken en de corruptie te bestrijden, maar deze belofte waren zij niet nagekomen.
Op 23 augustus verzamelden tientallen activisten zich buiten aan het Parlement en riepen op tot de afschaffing van de ceremonie van een jaarlijks terugkerend evenement waarin de kroning van de koning werd herdacht. Activisten van de oppositie zeiden dat de gebeurtenis een achterlijke slavernij in Marokko is en dat zoiets ongeschikt is voor de 21e eeuw. Hiermee raakten ze aan een zeer gevoelige kwestie in het Noord-Afrikaanse land.

## Binnenlandse reactie
Op 9 maart kondigde koning Mohammed VI, in een live uitgezonden televisieprogramma, zijn beslissing aan om uitgebreide constitutionele hervormingen ter verbetering van de democratie en de rechtstaat te ondernemen. Mohammed onderstreepte zijn vastberaden inzet voor het geven van een sterke impuls aan de dynamische en diepe hervormingen. De vorst kondigde de oprichting aan van een commissie aan waarin aan de constitutionele hervormingen zal gewerkt worden. Met de voorstellen van juni die aan koning Mohammed werden gedaan, zal er na een referendum een ontwerp-grondwet gemaakt worden. De commissie werd alom bekritiseerd door de leiders van de protestbewegingen. Die weigerden deel te nemen aan het werk van de commissie.
Op 14 april verleende koning Mohammed VI gratie aan 190 politieke gevangenen. Onder hen veel protesterende activisten.

## Constitutionele hervormingsvoorstellen
Op 17 juni kondigde koning Mohammed VI in een toespraak een reeks constitutionele hervormingen aan. De nieuwe voorgestelde hervormingen werden grotendeels ondersteund door Marokkanen. Op 29 juni verwierpen demonstranten de voorstellen als ontoereikend en riepen zijn op tot aanhoudende protesten. Op 19 juni 2011 zou de hervorming tot een democratische grondwet en een parlementaire monarchie aangekondigd worden. De voorgestelde hervormingen gaven de premier en het parlement meer uitvoerende macht. Het voorstel machtigde de minister-president met de autoriteit om ambtenaren te benoemen en het parlement te ontbinden. De bevoegdheden die eerder in handen van de koning waren gaat over naar het parlement. De militaire commandant behield zijn positie als voorzitter van de Raad van Ministers en de Hoge Veiligheidsraad. Dit zijn de belangrijkste organen die verantwoordelijk zijn voor het veiligheidsbeleid. Een nieuwe grondwettelijke bepaling bevestigde ook de rol van de koning als de hoogste religieuze autoriteit in het land.
Op 30 juli zei de koning dat de constitutionele veranderingen snel moeten worden uitgevoerd. “Te beginnen met parlementsverkiezingen” voegde hij eraan toe. Hij zei ook dat elke vertraging de dynamiek van vertrouwen in gevaar kan brengen en de mogelijkheden die de nieuwe hervorming moet teweegbrengen kon verkwisten. Na onderhandelingen tussen het ministerie van Binnenlandse Zaken, die de verkiezingen overziet, en ongeveer 20 politieke partijen stelde de koning dat de parlementsverkiezingen moeten plaatsvinden op 11 november in plaats van de geplande datum van september volgend jaar. Een groot aantal demonstranten ging de straat weer op 11 september 2011 en op 18 september 2011.